# Abdu Mané
Abdú Mané é um político guineense, deputado  eleito à Assembleia Nacional Popular e líder parlamentar do MADEM G15. Foi Procurador Geral da República entre 2012 e 2014.

## Biografia
Abdú Mané é formado em Direito, antigo professor na Faculdade de Direito de Bissau. Ex-dirigente do Partido Republicano da Independência e Desenvolvimento (PRID), foi bastonário da Ordem dos Advogados, ministro das Pescas, secretário Estado do Comércio, entre outros cargos no Governo. Foi eleito deputado à Assembleia Nacional Popular, pelo Movimento para Alternância Democrática, em 2019, pelos sectores de Ingoré, Bigene e Bula, região de Cacheu.